# Język tuamotu
Język tuamotu (Pa’umotu) – język polinezyjski używany przez ok. 4 tys. (2007) osób z grupy etnicznej Tuamotu w Polinezji Francuskiej (wyspy Tuamotu i Tahiti). Jest szczególnie blisko spokrewniony z językiem rarotonga.
Zagrożony wymarciem, jest wypierany przez język tahitański. Powszechna jest dwujęzyczność.